# Cyrtodactylus ayeyarwadyensis
Il Cyrtodactylus ayeyarwadyensis Bauer, 2003 è una specie di geco che vive in Birmania, in particolare nella zona sud-occidentale, e nel Bangladesh sud-orientale.

## Etimologia
Il suo nome specifico significa dell'Ayeyarwady, dal nome inglese del fiume Irrawaddy, il principale fiume birmano. L'areale della specie arriva infatti sino al delta del fiume.
Anche il nome vernacolare in lingua inglese (Ayeyarwady Bent-toed Gecko), in lingua tedesca (Ayeyarwady-Bogenfingergecko) e in lingua danese (Ayeyarwady-buefingergekko) hanno lo stesso significato.

## Descrizione
Il Cyrtodactylus ayeyarwadensis è un geco di piccole dimensioni: la lunghezza muso-cloaca tipica è di 78 mm.
Il corpo è relativamente slanciato, gli arti moderatamente lunghi, mentre le dita sono piuttosto corte. La coda ha un disegno a bande bianche e marroni alternate.
Il colore di base è marrone, con 10 file di macchie di forma pressappoco rettangolare dall'occipite alla coda. Ogni fila ha due macchie centrali più marcate e due laterali meno nitide; puntini bianchi sono presenti sul dorso e tra gli arti anteriori e la bocca.

## Biologia

### Riproduzione
Cyrtodactylus ayeyarwadensis è una specie ovipara.

## Distribuzione e habitat

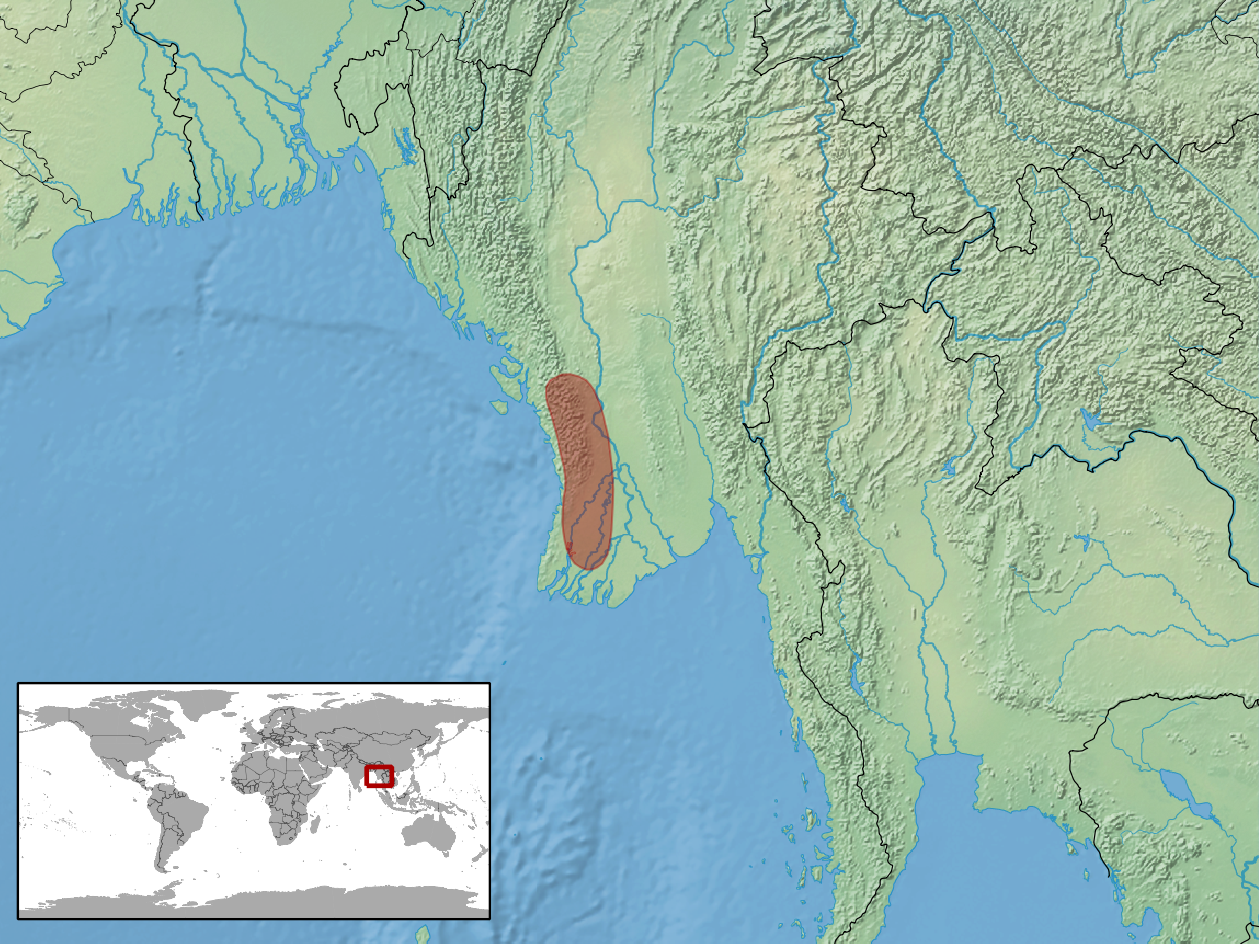
La mappa mostra la distribuzione della specie così come ipotizzata nel 2010, prima di scoprire esemplari più a nord, fino al Bangladesh

La specie è stata descritta nel 2003 sulla base di esemplari rinvenuti nella Birmania sudoccidentale, ad ovest del corso del fiume Irrawaddy e nella parte orientale del suo delta.
Successivamente si è scoperto che l'areale di diffusione della specie è assai maggiore: dapprima sono stati ritrovati esemplari più a nord, nello stato Rakhine, e poi nella parte sud-orientale del Bangladesh. Questi ultimi esemplari studiati erano stati inizialmente descritti come esemplari di Cyrtodactylus khasiensis, che è una specie affine.
C. ayeyarwadensis vive nelle foreste di pianura. È stato rinvenuto sia in foreste intatte che in foreste danneggiate dal disboscamento, ma non è chiaro quanto questa attività umana gli rechi danno.

## Conservazione
Nonostante l'ampio areale, e nonostante si supponga che la specie sia ancora numerosa, il Cyrtodactylus ayeyarwadensis è classificato come specie prossima alla minaccia, in ragione del fatto che le foreste in cui vive sono soggette al disboscamento e risultano essere molto frammentate, in particolare nelle vicinanze del fiume Irrawaddy.